# Heinz Oskar Vetter
Heinz Oskar Vetter (ur. 21 października 1917 w Bochum, zm. 18 października 1990 w Mülheim an der Ruhr) – niemiecki polityk i działacz związkowy, od 1969 do 1982 przewodniczący Federacji Niemieckich Związków Zawodowych, poseł do Parlamentu Europejskiego I i II kadencji.

## Życiorys
Jego ojciec Oskar Vetter był lokalnym urzędnikiem i należał do NSDAP, on sam został członkiem Hitlerjugend w 1933. Kształcił się w zawodzie mechanika, pracował w kopalni do czasu zdania matury w 1939. Podczas II wojny światowej służył w Luftwaffe, został kilkukrotnie ranny, a od 1944 do 1946 znajdował się w brytyjskiej niewoli. Od 1946 ponownie zatrudniony w kopalni, od 1949 do 1951 uczył się też w hamburskiej Akademie für Gemeinwirtschaft.
Zaangażował się w międzyczasie w działalność związków zawodowych. Od 1952 był sekretarzem IG Bergbau und Energie w swym zakładzie pracy, w 1960 został jego wiceprezesem na poziomie krajowym. Od 1969 do 1982 pozostawał prezesem Federacji Niemieckich Związków Zawodowych. Działał też na poziomie międzynarodowym: od 1969 był wiceszefem Międzynarodowej Federacji Wolnych Związków Zawodowych (ICFTU), od 1970 szefem jej europejskiego oddziału. Od 1973 pozostawał wiceprezesem, a od 1974 do 1979 prezesem Europejskiej Konfederacji Związków Zawodowych. Należał również do Komisji Trójstronnej.
W 1953 zaangażował się w działalność polityczną w ramach Socjaldemokratycznej Partii Niemiec. W 1979 i 1984 uzyskiwał z jej ramienia mandat deputowanego do Parlamentu Europejskiego. Przystąpił do grupy socjalistycznej, należał m.in. do Komisji ds. Prawnych, Komisji ds. Kwestii Prawnych i Praw Obywatelskich oraz Komisji ds. Instytucjonalnych.
Czterokrotnie odznaczany Orderem Zasługi Republiki Federalnej Niemiec, w tym Krzyżem Wielkim (1982). Uhonorowano go również Orderem Zasługi Nadrenii Północnej-Westfalii (1988).